# Doctorandus
Doctorandus (titulatuur: drs.) is in Nederland de titel voor de academische graad van master. In Vlaanderen wordt de term gereserveerd voor universitaire studenten die aan een doctoraatsthesis werken.
Het is een Latijnse term die letterlijk vertaald kan worden als "hij die (nog) doctor worden kan" (zie de grammaticale constructie gerundivum).

## Doctorandus in Nederland
In Nederland verkrijgt men de academische titel doctorandus na het behalen van het doctoraalexamen aan een Nederlandse universiteit. Na het behalen van het doctoraalexamen wordt de universitaire studie als afgesloten beschouwd en begint men met een maatschappelijke carrière. In een minderheid van de gevallen volgt nog doctoraatsonderzoek, waarmee de graad van doctor ofwel PhD kan worden behaald (promotie).

### Titelvoering
Een academicus (universitair afgestudeerde) mag volgens de Wet op het hoger onderwijs en wetenschappelijk onderzoek (art. 7.20) de mastergraad gebruiken of in plaats daarvan  de volgende verworven titels voeren: meester in de rechten (mr. ofwel LL.M) voor juridische studies, ingenieur (ir. ofwel MSc) voor studies in landbouw, natuurlijke omgeving of techniek en doctorandus (drs. of een andere mastertitel) voor alle overige universitaire masterstudies.
De titels mr., drs. en ir. worden voor de achternaam geschreven, de meer internationaal gekende titels achter de achternaam. De regeling in art. 7.20 is niet van kracht voor mastertitels die behaald zijn in het hoger beroepsonderwijs, zoals voor de graad MEng. De graden MA, MSc en LL.M mogen niet gecombineerd worden met de titels ir., mr. of drs., maar deze titels mogen wel vertaald worden naar de 'nieuwe' internationale herkenbare mastergraden en als zodanig gevoerd worden.

### Geschiedenis
Het gebruik van de drielettercombinatie drs. als titel was aanvankelijk niet gebruikelijk, zoals onder andere blijkt uit een brief van de eerste afdeling van de Onderwijsraad uit 1937, naar aanleiding van een schrijven door de Universiteit Leiden.

### Trivia
- De term doctoranda (dra.) voor vrouwen met de titel of benaming doctorandus wordt vrijwel niet meer gebruikt. Het betekende letterlijk "zij die (nog) doctor worden moet", maar de vrouwelijke vormen van vele dergelijke woorden (zoals bijvoorbeeld directrice - directeur) verdwijnen allengs uit het Nederlands.
- Doctorandus is in Nederland een beschermde titel.[10] Soms gebruiken mensen deze titel onterecht, zoals Charl Schwietert, die onder andere hierom zijn ambt als staatssecretaris van Defensie moest neerleggen. Joep Haffmans voerde de titel naar een valse beschikking van het ministerie van Onderwijs. Ook Boudewijn Büch voerde, zo bleek na zijn dood in november 2002, onterecht een dubbele doctorandus-titel. De artiestennaam Drs. P, bedacht door Willem Duys voor Heinz Hermann Polzer, een Nederlandstalig tekstschrijver met de Zwitserse nationaliteit, is een pseudoniem dat terecht naar Polzers academische graad in de economie verwijst.

## Doctorandus in Indonesië, Vlaanderen en Angelsaksische landen
In navolging van Nederlandse universiteiten werd de titel doctorandus ook toegekend aan afgestudeerden van Indonesische universiteiten. Deze titel was echter onderhevig aan inflatie en tot 1990 werd hij alleen nog gegeven aan afgestudeerden in de sociale wetenschappen op bachelorniveau.
In Vlaanderen is de term doctorandus enkel in gebruik voor academici die daadwerkelijk aan een doctoraat schrijven, vergelijkbaar met het gebruik van de term promovendus in Nederland. In de Angelsaksische landen wordt een doctorandus in deze betekenis van het woord een 'PhD-student' of een 'PhD-candidate' genoemd.
In Vlaanderen verkreeg iemand die aan de universiteit afstudeert de academische graad licentiaat (lic.), tegenwoordig master, wat equivalent was aan de Nederlandse academische graad 'doctorandus'.
Bovendien kon 'drs.' ook betrekking hebben op een student geneeskunde in zijn stagejaar, dat plaatsvindt in het tweede jaar van de driejarige masteropleiding. Dokter-stagiair werd dan afgekort als 'drs.'
In Vlaanderen wordt de afkorting 'dr.' vaak voor de naam gezet van een arts (master geneeskunde).